# CYP1A1
CYP1A1 es el acrónimo de consenso internacional usado para referirse tanto a una enzima del citocromo P450 como al gen que regula la síntesis de la misma. Habitualmente al referirse al gen se suele utilizar la letra cursiva: CYP1A1. La CYP1A1 (EC 1.14.14.1), esta enzima también es conocida con el nombre Aril-hidrocarburo-hidroxilasa o por las siglas AHH. Forma parte de la familia CYP1, compuesta por 3 subfamilias, 3 genes y 1 pseudogén. Clasificada dentro de las xenobióticas, como toda la familia 1, participa en el metabolismo de algunos fármacos (v.g. la teofilina) y en la síntesis del colesterol, esteroides y otros lípidos.
Otras enzimas de su familia son la CYP1A2, cuyo gen se halla localizado aproximadamente a 25 kb del CYP1A1 en el cromosoma 15,  y la CYP1B1.

## Bioquímica
La CYP1A1 también es conocida como aril-4-monooxigenasa o aril-hidrocarburo-hidroxilasa, porque cataliza reacciones en las que se hallan implicados aril-hidrocarburos. La reacción es del siguiente tipo:
RH +  flavoproteína reducida + O2 <=> ROH +  flavoproteína oxidada + H2O,
en la que es preciso recordar que las flavoproteínas son oxidorreductasas que utilizan como coenzima el FAD (flavín-adenín-dinucleótido).

## Rol toxicogénico

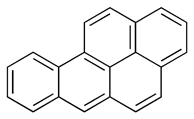
El benzopireno es un hidrocarburo cancerígeno de estructura cíclica que está presente en el humo del tabaco y es hidroxilado por la enzima Aril-hidrocarburo-hidroxilasa

La CYP1A1 se localiza a nivel del retículo endoplásmico, en especial en la mucosa respiratoria y su expresión es inducida por hidrocarburos aromáticos policíclicos (HAP), presentes entre otras sustancias en el humo del tabaco. Su sustrato endógeno es desconocido, sin embargo, sabemos que es capaz de metabolizar algunos HAP a carcinógenos intermedios, por lo que el gen CYP1A1 ha sido asociado con un mayor riesgo de cáncer de pulmón.
Provoca la hidroxilación de los hidrocarburos aromáticos policíclicos como el benzantraceno y el benzopireno que son sustancias presentes en el humo del tabaco.
Estos hidrocarburos una vez hidroxilados interaccionan sobre el ADN celular y ocasionan mutaciones en diferentes protooncogenes como el myc y el gen supresor p53, lo que puede provocar el desarrollo de un cáncer.
Se ha comprobado que las personas fumadoras que por motivos genéticos tienen una alta actividad de la enzima aril-hidrocarburo-hidroxilasa, están más predispuestas a la aparición de cáncer de pulmón que aquellas con una baja actividad de la misma.